# Чемпионат СССР по боксу 1976
42-й чемпионат СССР по боксу проходил 20-26 марта 1976 года в Свердловске (РСФСР).

## Медалисты
| Весовая категория                   | Золото                                         | Серебро                                       | Бронза                                                                                   |
| ----------------------------------- | ---------------------------------------------- | --------------------------------------------- | ---------------------------------------------------------------------------------------- |
| Первый наилегчайший вес (до 48 кг)  | Александр Ткаченко «Динамо» (Донецк)           | Евгений Юдин «Труд» (Куйбышев)                | Василий Плакущий Вооружённые силы (Алма-Ата) Г. Бабаян «Динамо» (Баку)                   |
| Второй наилегчайший вес (до 51 кг)  | Бабан Надыров «Трудовые резервы» (Москва)      | Юрий Богданов «Буревестник» (Ивано-Франковск) | Владислав Засыпко Вооружённые силы (Донецк) Александр Дугаров Вооружённые силы (Москва)  |
| Легчайший вес (до 54 кг)            | Виктор Рыбаков «Труд» (Магадан)                | Давид Торосян «Трудовые резервы» (Ереван)     | Феликс Пак Вооружённые силы (Ташкент) Булат Асымбаев «Трудовые резервы» (Павлодар)       |
| Полулёгкий вес (до 57 кг)           | Геннадий Сакулин «Спартак» (Пермь)             | Анатолий Волков «Зенит» (Москва)              | Вячеслав Коликов Вооружённые силы (Саранск) Бахтай Сапеев «Трудовые резервы» (Караганда) |
| Лёгкий вес (до 60 кг)               | Василий Соломин Вооруженные силы Москва        | Валерий Львов «Динамо» Чебоксары              | Грубов Дмитрий Вооруженные силы Ташкент Владимир Сорокин «Трудовые резервы» Оренбург     |
| Первый полусредний вес (до 63,5 кг) | Юрий Тхоровский Вооруженные силы Львов         | Валерий Лимасов «Трудовые резервы» Уфа        | Анатолий Камнев Вооруженные силы Москва Владимир Васильев Вооруженные силы Владивосток   |
| Второй полусредний вес (до 67 кг)   | Валерий Рачков «Динамо» Алма-Ата               | Вячеслав Бодня «Трудовые резервы» Рига        | Владимир Юдин «Буревестник» Фергана Анатолий Березюк Вооруженные силы Бобруйск           |
| Первый средний вес (до 71 кг)       | Анатолий Журавлёв «Трудовые резервы» Челябинск | Александр Лукач Вооруженные силы Кострома     | Леонид Шапошников Вооруженные силы Львов Конюшихин А. «Зенит» Куйбышев                   |
| Второй средний вес (до 75 кг)       | Руфат Рискиев «Динамо» Ташкент                 | Геннадий Толмачев «Динамо» Нарва              | Рубен Енгибарян «Буревестник» Ленинград Вячеслав Лемешев Вооруженные силы Москва         |
| Полутяжёлый вес (до 81 кг)          | Давид Квачадзе «Буревестник» Тбилиси           | Егоров Виктор «Зенит» Ленинград               | Олег Коротаев «Буревестник» Москва Румянцев Владимир «Буревестник» Иваново               |
| Тяжёлый вес (свыше 81 кг)           | Виктор Иванов «Динамо» Донецк                  | Пётр Заев «Динамо» Липецк                     | Евгений Горстков «Зенит» Орск Юрий Судаков «Зенит» Москва                                |